# 馬公要港部
馬公要港部是臺灣日治時期於1901年7月2日將澎湖馬公港定為「要港」而設置的軍事管理機構，隸屬於第三海軍區，於1941年11月20日改編為馬公警備府，1943年4月1日再改編為高雄警備府。

## 沿革
關於馬公要港部設置的緣由，主要是過去歷史上澎湖對於臺灣島有著相當重要的地位，幾乎大多數打算進攻臺灣的勢力，都會先以澎湖作為基地，但日治時期初期的澎湖僅靠一條電纜與臺灣本島聯絡，一旦有狀況只能自行應付，而當時澎湖一帶只有幾座清朝留下來的砲臺、少數守備兵與一隊水雷鋪設隊，遂打算設置要港部以強化澎湖的防禦能力。後來日本政府在明治三十四年（1901年）7月2日以敕令第百四十號裁定可以澎湖島馬公為要港，定其境域，設置要港部，而首任要港部司令官上村正之丞即於兩天後（7月4日）上任。要港部之職掌主要是負責該要港的防禦及附近海岸、海面的警備，兼管軍需品之配給、艦船兵器的小修理。在司令官之下，主要的職員尚有參謀長、參謀、副官、知港事、機關長、工場主管（1908年置）、軍醫長、主計長。剛開始馬公要港部隸屬第三海軍區（佐世保鎮守府），但亦受到臺灣總督的監督。
明治三十六年（1903年）9月14日派駐第19水雷艇隊，隸屬馬公要港部，同年11月10日，改制為馬公要港部司令官承海軍大臣之命，關於周遭海域之警備不受鎮守府司令長官的監督。明治三十九年（1906年）11月22日，廢止水雷敷設隊。明治四十一年（1908年）6月30日，要港部設置修理工場，由工場主管掌理。大正二年（1913年）設置守備隊，六年後（1919年）的8月22日，馬公要港部的業務不再受到臺灣總督的監督，再過四年（1923年）的4月1日實施新的要港部令。
新的要港部令實施後，馬公要港部底下設置有港務部、工作部與病院，而司令官直隸於日本天皇，承海軍大臣之命，司令官之幕僚有參謀長、參謀、副官、機關長、軍醫長、主計長、法務長，各部與病院置有部長與病院長等職。後來於昭和三年（1928年）3月29日又增設「經理部」，八年後（1936年）的6月26日又增設「軍需部」與「建築部」。
昭和十六年（1941年）11月20日馬公要港部改為馬公警備府，昭和十八年（1943年）4月1日再改編為高雄警備府，警備府各部改隸為高雄警備府各部分支機構，馬公一地改置特別根據地隊，自此宣告日本海軍在臺的指揮中樞從澎湖馬公移動到高雄左營。

## 組織
要港部
- 司令部
  - 幕僚
  - 港務部
  - 工作部
  - 軍需部
  - 海軍醫院
  - 馬公防備隊
  - 通信隊
    - 高雄海軍通信隊（鳳山海軍無線電信所）
    - 馬公海軍通信隊（馬公海軍無線電信所）

  - 軍法會議（1922年4月1日設置）
  - 監獄
  - 水雷敷設隊（1906年11月22日廢止）
  - 修理工場
  - 軍艦
    - 宇治、大井（1928年）、北上（1929年）、五十鈴（1930年）、嵯峨（1934年）

  - 第14驅逐隊（1928年）
    - 谷風、江風、菊、葵

  - 第26驅逐隊（1929年、1930年）
    - 柿、栂、栗、榆

  - 第13驅逐隊（1934年）
    - 若竹、吳竹、早苗

  - 第3驅逐隊（1935年）
    - 汐風、島風、灘風、夕風

  - 第4驅逐隊（1936年）
    - 羽飛、太刀風、秋風、帆風

  - 第5驅逐隊（1937年）
    - 松風、春風、朝風、旗風

馬公警備府
- 幕僚
- 港務部
- 軍需部
- 工作部
- 經理部
- 施設部
- 病院
- 特別根據地隊
- 艦船

## 歷代司令長官

### 馬公要港部司令官
- 上村正之丞 少將：1901年7月4日－
- 尾本知道 少將：1903年9月23日－
- 植村永孚 少將：1905年6月13日－
- 橋元正明 中將：1905年12月20日－
- 梨羽時起 少將：1906年11月22日－
- 鹿野勇之進 中將：1907年3月12日－
- 玉利親賢 中將：1909年12月1日－
- 伊地知彥次郎 中將：1910年12月1日－
- 小泉鑅太郎 少將：1911年12月1日－
- 西紳六郎 少將：1913年4月14日－
- 釜屋忠道 少將：1913年12月1日－
- 江口麟六 少將：1914年12月17日－
- 黑井悌次郎 中將：1915年12月13日－
- 松村龍雄 中將：1916年12月1日－
- 千坂智次郎 中將：1917年12月12日－
- 山路一善 少將：1918年6月13日－
- 中川繁丑 少將：1919年12月1日－
- 谷口尚真 少將：1920年12月1日－
- 吉田清風 中將：1921年8月1日－
- 飯田久恆 中將：1921年12月26日－
- 山內四郎 少將：1923年6月1日－
- 田尻唯二 少將：1923年11月6日－
- 藤原英三郎 中將：1924年12月20日－
- 飯田延太郎 少將：1925年8月1日－
- 七田今朝一 少將：1927年12月1日－
- 濱野英次郎 少將：1928年12月10日－
- 湯地秀生 少將：1930年12月1日－
- 後藤章 少將：1932年1月11日－
- 山內豐中 少將：1932年6月18日－
- 新山良幸 少將：1933年11月15日－
- 大野寬 少將：1934年11月15日－
- 和田專三 少將：1935年11月15日－
- 水戶春造 少將：1937年12月1日－
- 原五郎 中將：1938年11月15日－
- 高橋伊望 中將：1939年11月15日－
- 山本弘毅 中將：1941年2月27日－11月20日

### 馬公警備府司令長官
- 山本弘毅 中將：1941年11月20日－
- 高木武雄 中將：1942年11月20日－1943年4月1日